# Anthony Kouros
Anthony Kouros (ur. 5 lipca 1997) – australijski judoka.
Uczestnik mistrzostw świata w 2017. Startował w Pucharze Świata w 2014, 2015, 2017, 2018 i 2022. Złoty medalista mistrzostw Oceanii w 2017 i srebrny w 2018. Wicemistrz Australii w 2017 i 2019 roku.